# 잔잔구

코트디부아르 잔잔구

잔잔구(프랑스어: District du Zanzan)는 코트디부아르 북동부에 위치한 구이다. 행정 중심지는 봉두쿠이고, 면적은 38,200km2이다. 북서쪽으로는 사반구, 서쪽으로는 발레뒤방다마구, 남서쪽으로는 라크구, 남쪽으로는 코모에구와 접하며, 동쪽으로는 가나, 북쪽으로는 부르키나파소와 국경을 접한다.

## 신설
잔잔구는 2011년 코트디부아르의 행정 구역 개편으로 신설되었다. 구의 영토는 이전의 잔잔주로 구성되어 있었다.

## 행정 구역
2개 주, 9개 도를 관할한다.
- 붕카니주
  - 부나도
  - 나시안도
  - 도로포도
  - 테이니도
- 곤투고주
  - 봉두쿠도
  - 쿤파오도
  - 상데게도
  - 트랑쉬아도

## 인구
2021년 인구 조사에 따르면 잔잔구의 인구는 1,344,865명이다. 인구 밀도는 2021년 기준으로 35명/km2이다.